# Eldorado (Sinaloa)
Eldorado es una localidad y cabecera del municipio homónimo en el estado de Sinaloa, México.
Se encuentra localizado a 54 kilómetros de Culiacán Rosales.
El municipio de Eldorado está ubicada exactamente en el valle de Lorenzo. Colinda al norte con la Sindicatura de Costa Rica; al este con la de Quilá; al sur con el Golfo de California y la Sindicatura de Emiliano Zapata, mientras que al oeste lo hace con el Golfo de California.

## Demografía
Hablar de este Municipio, ya que dejó de ser sindicatura para convertirse en el municipio número 20 de Sinaloa, es considerar a cerca de 46 mil 628 personas distribuidas en 38 comunidades, siendo las más importantes Eldorado, La Arrocera, Sánchez Celis, El Atorón, El Higueral, Las Arenitas, San Joaquín, San Manuel, El Paraíso, San Diego, Portaceli y El Conchal.

## Economía
Su vida económica depende del aprovechamiento de una agricultura de riego, de la industria azucarera, el comercio, la pesca y vendedores de elotes.
como antecedente histórico muy determinante:
el ingenio Eldorado fue fundado hace más de 100 años, gracias a la familia Redo, encabezada por Joaquín Redo, quien junto con su familia instaló el ingenio azucarero en la población del Eldorado, en vista de la fertilidad que estas tierras poseían para los buenos cultivos.
Para instalar la fábrica azucarera, la familia Redo compró la maquinaria del ingenio azucarero “San Claudio”, ubicado en la Florida (Estados Unidos) la cual tenía una capacidad de molienda diaria de 600 toneladas. Por otra parte, los hijos de Joaquín Redo (Joaquín, Diego y Alejandro) realizaron los planos de distribución para colocar la maquinaria, la cual sería enviada por barco desde el puerto de Tampa, Florida, trazando una ruta que rodearía Sudamérica por el Cabo de Hornos (Chile) hasta el puerto de Rabala, al sur de la bahía de Altata en el estado de Sinaloa, su destino final.
Posteriormente, toda la maquinaria fue transportada sobre troncos de árboles que eran rodados por el camino o tirados con bueyes o mulas a través de una brecha de 22 kilómetros de largo, que cruzaba el bosque de selva virgen y que llevaba al sitio en donde quedaría asentado el ingenio. Después de cinco meses, la maquinaria quedó totalmente desembarcada y lista para comenzar sus actividades, por lo que el 28 de marzo de 1900 se colocó la primera piedra y con ello, el inicio de la construcción de la fábrica azucarera. A este acto asistió el gobernador del estado, el general Francisco Cañedo en representación del presidente de la república el general don Porfirio Díaz.
Para las labores del campo, así como para la construcción y el levantamiento de los edificios para la fábrica se trajeron de Sonora indios yaquis y mayos con sus familias, éstos vivían en jacales de palma situados en la parte exterior del pueblo. La gente trabajaba intensamente y se le pagaba a destajo, recibiendo un pago de dos reales por jornada.
En agosto de 1902 era necesaria una sociedad que administrara el ingenio, por lo que se constituyó “Redo y Compañía”, encabezada por don Joaquín Redo y sus hijos Joaquín, Diego y Alejandro Redo. A esta sociedad se aportaron los bienes de las fábricas de hilado y tejidos “El Coloso”; de azúcar y alcohol de “La Aurora”, con sus plantíos de caña, terrenos, implementos y maquinaria; La hacienda “Eldorado”, con sus edificios, fábrica, cañaverales, implementos y casas; El predio “El Huijote” con sus plantaciones de maguey, alambique y maquinaria para la extracción de mezcal, con una extensión de 6405 hectáreas y la península de “Lucenilla” con una superficie de 8700 hectáreas.
Después de trabajar con ahínco y esfuerzo, se hizo la primera zafra en Eldorado, iniciándose el 2 de marzo y terminando el 2 de mayo de 1903, con una producción de 6,128,902 toneladas de caña, de un corte de 875,550 hectáreas, dando un rendimiento de 70 toneladas de caña por hectárea. Además se empacaron 447,874 kilogramos de azúcar blanca, con rendimiento en fábrica de 73 kilos de azúcar por tonelada de caña molida. Al poco tiempo de tener esta satisfacción y ver estos prometedores resultados de la primera zafra en Eldorado, la familia Redo perdió a su fundador, don Joaquín Redo, quien falleció el 13 de mayo de 1904 a causa de una pulmonía. 
El negocio agrícola industrial de Eldorado, lo siguieron administrando los hijos Redo al igual que el ingenio la Aurora y la fábrica de hilados y tejidos “El Coloso”.
Un singular auge se está teniendo en esta sindicatura con la acuicultura de camarón. Un ejemplo de ello es la Sociedad Cooperativa de Producción Pesquera Acuícola El Patague que explota en forma intensiva 1490 hectáreas con un enfoque empresarial, por lo que se ha convertido en una de las principales del estado.
Dentro del Estero de Ponce, operan 26 granjas en 1184 hectáreas construidas, de 3000  que posee este cuerpo de agua. Las principales unidades productoras son las granjas llamadas Copa de Oro, Del Pacífico, Estero El Caimán, y Buena Voluntad. Por esa región y rumbo al campo pesquero de Las Arenitas se encuentra el estero de Pichilihuistle, en donde se encuentran instaladas ocho granjas, que ocupan casi 100 hectáreas en producción. También y por el rumbo de El Conchal, están dos granjas que en forma conjunta superan las 140 hectáreas.

## Educación
Colegio de Bachilleres del Estado de Sinaloa
"Prof. Irma Garmendia Bazúa #31 llamado así en honor a la poetisa y cronista nacida en la comunidad. 

### Unidad Académica Preparatoria Vladimir I. Lenin
La "V.I. Lenin" fue fundada en 1974, por cooperación e integrada formalmente a la Universidad Autónoma de Sinaloa posteriormente.

### La Unidad de Capacitación para el Trabajo (ICATSIN)
Este Plantel tiene sus oficinas administrativas y aulas, talleres y espacio de usos múltiples en la cabecera de la sindicatura además brinda cobertura en todo el Valle de San Lorenzo con 21 Extensiones educativas hasta abril del 2011, es una Escuela para jóvenes y ADULTOS, que imparte FORMACION PARA Y EN EL TRABAJO, y es un ORGANISMO DESCENTRALIZADO DEL GOBIERNO DEL ESTADO. Mantuvo una consistente vinculación con el Ingenio Eldorado desde el año de 2002, por algún par de años estando al frente de la Dirección el Lic. José de Jesús Carrillo, marco una época fundamental , no superada hasta ahorita y siguen articulando acciones, en menor proporción, suscritas en la firma del convenio de colaboración interinstitucional signado el 29 de marzo de 2011. 
Son 2 los referentes más sólidos y trascendentes de Icatsin 101 Eldorado con la región; la relación y Vinculación con Sinai, Comunidad Terapéutica y el Ingenio Eldorado.
desde el 2009 fue invitado SINAI a las Reuniones del Consejo Técnico Consultivo de Vinculación y Apoyo Externo de ICATSIN y fue hasta 2009 que el Padre Andrés Cárdenas Coronel entonces responsable de SINAI acude a las reuniones y se desprende una activa, determinante y muy estrecha colaboración para que Icatsin Eldorado brinde cursos de Computación, Carpintería, Soldadura, Elaboración y Procesamiento de Alimentos y Relaciones Humanas a los pacientes de esa Comunidad Terapéutica, siendo hasta 2010 que se firma el Primer Convenio de Colaboración entre ambas instituciones, con la visión de reinsertar a la sociedad a los sinaloenses con problemas de adicciones,  fue en ese 2010 que ICATSIN y la Comunidad de Sinaí, I.A.P., formalizaron un convenio de colaboración para garantizar beneficios en los servicios de capacitación que se prestarían de allí en adelante.
Otra articulación Institucional de Icatsin Eldorado fue con el Ingenio Eldorado, que traspaso fronteras no solo del estado, si no del país; como la PARTICIPACION DE INGENIO ELDORADO EN EL TERCER ENCUENTRO DE RED LATINOAMERICANA denominada:
“De los conceptos a las aplicaciones: experiencias, resultados y prospectiva” 
Con el fin de participar del 29 de agosto al 1 de septiembre de 2011 en el “3er Encuentro Red Latinoamericana Gestión de personas por competencias y organizaciones sostenibles” convocado por la Organización Internacional del Trabajo (O.I.T.) a través de la Oficina de Países de la OIT para Cuba y México, Icatsin 101 Eldorado atendió la solicitud para preparar la participación que expusiera la experiencia de la Industria Azucarera Mexicana como sector representada por el Ingenio Eldorado, Sindicato de Azucareros Secc. XIV Eldorado e Icatsin 101 Eldorado, coeditando un videoclip que sería presentado al pleno de ese encuentro desarrollado en Nuevo Vallarta, México.
La convocatoria del Encuentro internacional señalo que: “La dinámica cambiante de mercados altamente competitivos requiere personas con potencial de aportar a la mejora y la innovación continua para aumentar la productividad y sostenibilidad de las organizaciones.” fue así que la competitividad y la viabilidad fueron parte de la estructura del Guion temático de la participación tripartita entre Ingenio-Sindicato-Icatsin para mostrar a los asistentes latinoamericanos de las experiencias que se han registrado entre el sector azucarero e Icatsin en lo referente al Diálogo Social y reflejando el impulso que se ha decidido imprimir en este sexenio a la Industria Azucarera Sinaloense en la vertiente de Capacitación en el Trabajo. 􀍶
La RED Latinoamericana de GESTION DE PERSONAS POR COMPETENCIAS Y ORGANIZACIONES SOSTENIBLES impulsada por la O.I.T. ha sido concebida como una comunidad de aprendizaje presencial y virtual, dinámica y abierta a nuevas incorporaciones, enfoques y aportes.
Sus propósitos fueron:
- Intercambiar buenas prácticas y lecciones aprendidas en relación con las experiencias y avances de gestión de personas por competencias
- Incorporar las dimensiones de sostenibilidad y trabajo decente
- Construir colaborativamente conocimiento en la materia.

En ICATSIN fue clara la suscripción del objetivo al que tiende la Red Latinoamericana de Gestión de Personas por Competencias y Organizaciones Sostenibles impulsada por la O.I.T.; como “la promoción de empresas sostenibles siendo fundamental para consolidar la estructura productiva, el crecimiento de las economías y el bienestar de las sociedades.”
Tanto el Pacto Mundial para el Empleo (2009) adoptado por la OIT como la Conferencia conjunta OIT-FMI de Oslo (2010) reconocen la necesidad de crear empleo y fomentar el trabajo decente, a través de la promoción y el desarrollo de empresas sostenibles.
Los contenidos transversales del III Encuentro Latinoamericano se relaciono con las Economías locales: Aprovechamiento de cadenas globales de valor, Diálogo Social Multiplicación y Políticas Públicas, de esos temas la experiencia que se ha tenido con ICATSIN fue abordada desde el eje temático: *Gestión del aprendizaje y la capacitación por competencias en las organizaciones.
El Programa General de Actividades del Encuentro se efectuó un jueves 1 de septiembre de 10:45 a 12:45 en el Apartado: “Experiencias compensaciones y planes de carrera por competencias en el marco de diálogo social: Sector Azucarero (México) la participación de María Eugenia Rojo García líder de la Secc. XIV del Sindicato de obreros azucareros quien ante la proyección del videoclip abordó las diversas actividades posteriores a la firma de Convenio de Colaboración entre Ingenio Eldorado e ICATSIN realizado el 29 de marzo del 2011 y es a partir de esa fecha que el Lic. Ahumada Quintero (Q. E. P. D.) permitió que el Lic. José de Jesús Carrillo instrumentara acciones para que la capacitación en la Industria Azucarera Sinaloense se consolidara, hay un videoclip que reseña los cursos Extralaborales que fomentan el Diálogo Social donde destaca el de Elaboración de Mermeladas y Conservas.
Cuando se reviso el documento: “Plan Rector de Modernización de la Industria Azucarera” se analizo el impacto que tuvo ICATSIN Eldorado en los objetivos de ese plan nacional, se valoro el papel de un ICAT en un Ingenio en particular y como puede replicarse ese ejercicio en otros Ingenios e ICATS del país, todo ello derivo en la implementación, con el auxilio de las GAECs,  Guía   de Autoformación y Evaluación  por Competencias que promueve como instrumento de praxis la O.I.T. Organización Internacional del Trabajo. 
Fue desde abril del 2017 que Icatsin 101 Eldorado sufrió una serie de cambios de directores y ha devenido en un declive significativo y entonces y a raíz de los cambios de Directivos de Icatsin Eldorado se perdió el sentido de trascendencia.

### Instituto Tecnológico Superior Eldorado
A mediados del año 2007 el ingeniero Francisco Javier Mozqueda Alarcón con apoyo del Subsecretario de Educación Media y Superior del Estado de Sinaloa Lic. José López Portillo, inició gestiones para la creación del Instituto Tecnológico Superior de Eldorado, que actualmente cuenta con cinco carreras (Ingeniería en Sistemas Computacionales, Ingeniería en Gestión Empresarial, Ingeniería Industrial, Ingeniería en Industrias Alimentarias e Ingeniería en Innovación Agrícola).

### Universidad Autónoma de Sinaloa: Facultad de Derecho y Facultad de Contaduría y Administración Extensión Eldorado
En diciembre de 2014 el Licenciado Ignacio López Nájera, el Licenciado Carlos Alonso García Mendoza, el Licenciado en Contaduría Pública Rafael Castro Uribe y un grupo de ciudadanos, con el apoyo del M.C. Héctor Melesio Cuén Ojeda como Presidente de la Comisión de Educación del Congreso del Estado de Sinaloa , iniciaron un movimiento social por las Sindicaturas de Eldorado, Quilá, El Salado, Emiliano Zapata y la zona norte del municipio de Elota, con la finalidad de aperturar carreras universitarias enfocadas a subsanar las necesidades educativas de la región y enfocadas a ciudadanos que por la distancia de la Ciudad de Culiacán o por la difícil situación económica que impera en la región no había sido posible continuar sus estudios universitarios. En agosto de 2015 fueron formalmente inauguradas en Eldorado las Extensiones de la Facultad de Derecho y de la Facultad de Contaduría y Administración, ambas en la modalidad semiescolarizada, siendo director de la Facultad de Derecho el Dr. Lázaro Gambino Espinoza y de la Facultad de Contaduría y Administración la Dra. María Felipa Sarabia, iniciando operaciones en las instalaciones de la Preparatoria Vladimir Ilich Lenin de Eldorado siendo director el Dr. Ángel Camilo Franco Rivas, instalaciones en la cual aun continúan en la actualidad.

## Vías de comunicación
Eldorado dispone de una buena red carretera integrada por la carretera Culiacán Eldorado, Las Arenitas Eldorado, Eldorado Quilá El Salado, El Conchal EL Higueral- La loma Quilá El Salado, Eldorado Playas de Ponce.

## Eldorado, Nuevo Municipio de Sinaloa: El Municipio 19
Eldorado se convirtió en el municipio número 19 del estado de Sinaloa, el mismo día que Juan José Ríos se convirtió en el municipio 20. El día 5 de marzo de 2021, la Comisión de Puntos Constitucionales y Gobernación del Congreso del Estado de Sinaloa aprobó dictamen de reforma constitucional para incluir los municipios de Eldorado y Juan José Ríos como municipalidades autónomas de la división política y administrativa del Estado; pasando con ello de 18 a 20. El Decreto 597 que crea el municipio de Eldorado, se publicó en la edición del lunes 22 de marzo de 2021 del Periódico Oficial "El Estado de Sinaloa", consultable en https://media.transparenciasinaloa.gob.mx/uploads/files/2/POE-22-marzo-2021-035.PDF Archivado el 26 de marzo de 2021 en Wayback Machine.
El municipio de Eldorado, con cabecera municipal en la localidad de Eldorado, consta política y administrativamente de 4 sindicaturas y sus respectivas comisarías:
- Sindicatura Central, con cabecera en la localidad de Eldorado. Sus comisarías son San Diego, La Mojonera, La Cruz de Navito, El Navito, San Joaquín, San Javier, El Higueral, Navolatillo y Portaceli.

- Sindicatura de Leopoldo Sánchez Celis, con cabecera en la localidad de Leopoldo Sánchez Celis. Sus comisarías son La Arrocera, Rebeca II, La Flor, Las Piedritas, El Saucito, Las Tres Gotas de Agua y El Manguito.

- Sindicatura de Las Arenitas, con cabecera en la localidad de Las Arenitas. Sus comisarías son El Cuervo y Rosarito.

- Sindicatura de Guadalupe Victoria, con cabecera en la localidad de Guadalupe Victoria. Sus comisarías son Higueral, Cruz II, Soyatita, Valentín Gómez Farías y El Conchal.

La fecha de inicio de funciones del Municipio de Eldorado con todos los efectos legales correspondientes es el día primero de noviembre del año 2024.
Así fructificó la lucha social sostenida durante más de 40 años por los habitantes de Eldorado para convertirlo en el Municipio 19 del Estado de Sinaloa, presentando recurrentes iniciativas para su aprobación por parte del Congreso Local. Sistemáticamente las acciones de los habitantes de Eldorado habían sido rechazadas por el gobernador en turno y por el presidente municipal de Culiacán; la última negativa se dio durante la gubernatura de Jesús Aguilar Padilla y presidencia municipal de Aarón Irizar López.
El movimiento aparentemente redujo su intensidad a través de los años en comparación del auge que se dio en el 2000 con la elección del Gobernador Juan S. Millán. En ese entonces, el nacimiento de un nuevo municipio sinaloense parecía estar cerca. Sin embargo en esa ocasión no se logró, y pasaron 21 años más para conseguirlo.
Una de las principales razones, por las cuales no se aceptaba el nacimiento del municipio 19 era la definición del territorio y poblados que abarcaría. Dentro de estas variables, la ciudad de Quilá dejaría de ser parte del municipio de Culiacán y pasaría a formar parte del nuevo municipio. Sin embargo los habitantes del poblado de Quilá estaban en desacuerdo, pues su cercanía a la ciudad de Culiacán (cabecera municipal y capital del estado) les generaba mayores beneficios que el pasar a formar parte del nuevo municipio de Eldorado, por lo que tan pronto como presentaron la iniciativa de municipalización prescindiendo de dicho territorio, se aprobó la creación del municipio Eldorado.
El nuevo municipio de Eldorado, nació con una extensión territorial de 586.56 kilómetros cuadrados, una población total de 46,628 habitantes, 167 kilómetros de litorales y una importante base económica para dar viabilidad a la municipalización.

## Iniciativas de Ley presentadas en el Congreso
Esta intensa y decidida lucha ha tenido como resultado varias iniciativas de ley presentadas al Congreso del Estado de Sinaloa.
La iniciativa de ley más reciente, la 473 actualmente ya la Comisión de Gobernación realizó los estudios correspondientes y en la sesión del 12 de junio de 2007 deberá leerla para dictamen, que de ser aprobada, estaría declarando formalmente constituido a Eldorado como el Municipio número 19 del Estado de Sinaloa.
| Iniciativa | Fecha de Presentación   | Presentada por: | Fecha de Aprobación | Publicación P.O. No. | Inicio de Vigencia |
| *76 Archivado el 7 de enero de 2014 en Wayback Machine.                                                          | 11 de junio de 2003     | Los ciudadanos Diputados integrantes del Grupo Parlamentario de Acción Nacional de la LVII Legislatura, que crea el municipio número 19 del Estado denominado "Eldorado". | ...                 | ...                  | ...                |
| *472 Archivado el 29 de septiembre de 2007 en Wayback Machine.                                                   | 24 de noviembre de 2006 | Los ciudadanos Gilberto Izábal Zazueta, José Luis Mendoza Ruiz y Manuel Alfredo Campas Duarte, Presidente, Secretario y Tesorero, respectivamente, del Patronato Pro-Municipio Eldorado, proponiendo se reformen los artículos 18 fracción I y 112, fracción III de la Constitución Política del Estado de Sinaloa. (Eldorado). | ....                | ...                  | ...                |
| *473 Archivado el 29 de septiembre de 2007 en Wayback Machine.                                                   | 24 de noviembre de 2006 | Los ciudadanos Gilberto Izábal Zazueta, José Luis Mendoza Ruiz y Manuel Alfredo Campas Duarte, Presidente, Secretario y Tesorero, respectivamente, del Patronato Pro-Municipio Eldorado, proponiendo la creación del municipio N.º 19 denominado "Eldorado"                                                                     | ...                 | ...                  | ...                |
| *275 Archivado el 7 de enero de 2014 en Wayback Machine. 273 Archivado el 7 de enero de 2014 en Wayback Machine. | 20 de enero de 2011     | Los ciudadanos Diputados Gloria Margarita Santos Aguilar y Luis Javier Corvera Quevedo, integrantes del Grupo Parlamentario del PRD del Congreso del Estado, que crea el municipio de Eldorado. | ...                 | ...                  | ...                |
| *704 Archivado el 7 de enero de 2014 en Wayback Machine.                                                         | 5 de marzo de 2012      | El ciudadano diputado Jesús Manuel Patrón Montalvo, que reforma los artículos 18 fracción I y 112 fracción II, todos de la Constitución Política del Estado de Sinaloa. (Municipio de Eldorado). | ...                 | ...                  | ...                |

Fuente: Congreso del Estado de Sinaloa

## Acuerdos en el Congreso
Esta intensa y decidida lucha ha tenido como resultado varios Acuerdos en el Congreso del Estado de Sinaloa.
| Acuerdo                                                 | Fecha               | Asunto | Fecha de Aprobación  | Publicación P.O. No. | Inicio de Vigencia   |
| *17 Archivado el 7 de enero de 2014 en Wayback Machine. | 28 de julio de 2011 | QUE ESTABLECE LOS CRITERIOS Y TÉCNICAS A OBSERVARSE POR LA COMISIÓN DE PUNTOS CONSTITUCIONALES Y GOBERNACIÓN EN EL PROCESO DE "CREACIÓN DE NUEVAS MUNICIPALIDADES EN LA ENTIDAD, DENTRO DE LOS LÍMITES DE LAS YA EXISTENTES" UNICO.- La Comisión de Puntos Constitucionales y Gobernación, de la Sexagésima Legislatura del Honorable Congreso del Estado de Sinaloa, para la elaboración de los dictámenes de las iniciativas de reforma constitucional y de decretos de creación de los Municipios de "Eldorado" y "Juan José Ríos", y a fin observar lo establecido en la fracción VII, del artículo 43 de la Constitución Política Local y artículos relativos de la Ley Orgánica del Congreso del Estado, establece los criterios y técnicas. Publicado en el P.O. N.º 096 de fecha viernes 12 de agosto de 2011. | 11 de agosto de 2011 | 096                  | 11 de agosto de 2011 |

## Personas destacadas
- Maestra y poetisa, Irma Garmendia Bazúa
Fuente: Congreso del Estado de Sinaloa

- Carlos Kamiani Félix, máximo goleador en la historia de torneos cortos en Guatemala